# Astragalus gombo
Astragalus gombo är en ärtväxtart som beskrevs av Aleksandr Andrejevitj Bunge. Astragalus gombo ingår i släktet vedlar, och familjen ärtväxter.

## Underarter
Arten delas in i följande underarter:
- A. g. gombo
- A. g. gomboeformis